# Hans-Ulrich-Felsen
Koordinaten: 50° 8′ 55,8″ N, 11° 19′ 37,8″ O
Der Hans-Ulrich-Felsen (auch: Felsgruppe in Wildenroth) ist eine Felswand im Burgkunstadter Ortsteil Wildenroth, im Landkreis Lichtenfels (Bayern). Es handelt sich dabei um einen Hanganriss in den Sandsteinschichten im Übergang zwischen dem Rhätsandstein und Gesteinsschichten des Lias-Alpha, auf 375 m ü. NHN. Die Abmessungen der Wand betragen etwa 30 × 4 × 5 m (L×B×H) bei einer Fläche von etwa 120 m². Die Bedeutung dieser Felswand erklärt sich aus ihrer nachgewiesenen Nutzung als Ort einer prähistorischen  Schmiede.
Die Felsgruppe bei Wildenroth ist vom Bayerischen Landesamt für Umwelt als bedeutendes Geotop (Geotop-Nummer: 478R018) und ala Naturdenkmal ausgewiesen.